# Curtiss R-6
De Curtiss R 6 is een wedstrijdvliegtuig ontworpen voor de United States Navy in 1921. Met dit toestel werd op 14 oktober 1922 en op 19 maart 1923 een wereldsnelheidsrecord gebroken.

## Geschiedenis
In Amerika werden kort na de Eerste Wereldoorlog geregeld vliegraces gehouden. Zowel het leger als de marine deden hier aan mee en konden zo het ontwikkelen van nieuwe modellen opvolgen en promoten. De Texaanse oliemiljardair S.E.J. Cox liet twee vliegtuigen bouwen waarmee hij in 1921 de Pulitzerrace op zijn naam zette.
Het leger bestelde er twee om de marine te kunnen verslaan. Curtiss bouwde twee gelijkende toestellen maar met andere motoren.
Op 14 oktober 1922 werd niet alleen de wedstrijd gewonnen, er werd ook een officieus wereldsnelheidsrecord gevestigd. Op 18 oktober 1922 werd dit dan officieel bevestigd. Toen een Fransman in februari 1923 dit record brak, werd prompt de jacht heropend. Op 19 maart 1923 werd een nieuw record gevlogen: 380,751 km/h.